# 梵蒂岡城直升機場
梵蒂冈城直升机场（拉丁語：Portus helicopterorum Civitatis Vaticanae）
由與圓形停車場相連的面积25乘17米（82乘56英尺）的矩形混凝土着陆区域組成。作为教宗或来访的国家元首抵达梵蒂冈的一个通道或进行短途旅行之用。

## 构造
直升机场海拔75米（246英尺），位于梵蒂冈花园法国风格区，也被称作是一个直升机停机坪。梵蒂冈城直升机场地处狮墙最西端的菱堡，这里也有梵蒂冈城国的最西点。

## 历史
梵蒂冈城国直升机场建于1976年，由教宗保禄六世建立，以便于教宗在特殊场合从梵蒂冈城去到冈道尔夫堡教宗别墅，例如定期在周三举行的信众谒见，如果乘车出行需要几个小时的时间，并对其他路人造成不便。
1978年，教宗若望保禄二世在直升机场旁放置了一个琴斯托霍瓦黑色圣母的铜像。

## 运作
飞行只能在通过目视气象条件进行。
2015年以来，直升机场也在紧急情况中使用，为Bambino Gesù医院运送病患、人员和医疗设备。
现在教宗使用意大利空军的一架阿古斯特维斯特兰AW139直升机，2012年前使用一架SH-3海王直昇機。

## 资料来源
1. 1 2  Ronald V. . Abandoned, Forgotten and Little Known Airfields in Europe. 27 April 2013  [2013-12-19]. （原始内容存档于2013-10-04）.
2. ↑   2 (24 May to 26 September 1980). National Archives and Records Administration: 1242.
3. ↑  Povoledo, Elizabeth. . The New York Times (NYTimes.com). 2 May 2013  [2013-12-19]. （原始内容存档于2013-07-12）.
4. ↑  . Sky News. 1 March 2013  [2013-12-19]. （原始内容存档于2013-03-04）.
5. 1 2  . The Aviationist. 28 February 2013  [2013-12-19]. （原始内容存档于2013-10-20）.